# Irene Dailey
Irene Dailey (New York, 12 settembre 1920 – Santa Rosa, 24 settembre 2008) è stata un'attrice statunitense.

## Filmografia parziale

### Cinema
- Igloo uno - Operazione Delgado (Daring Game), regia di László Benedek (1968)
- Non si maltrattano così le signore (No Way to Treat a Lady), regia di Jack Smight (1968)
- Cinque pezzi facili (Five Easy Pieces), regia di Bob Rafelson (1970)
- Grissom Gang (Niente orchidee per Miss Blandish) (The Grissom Gang), regia di Robert Aldrich (1971)
- Amityville Horror (The Amityville Horror), regia di Stuart Rosenberg (1979)
- Stacking, regia di Martin Rosen (1987)

### Televisione
- Hawk l'indiano (Hawk) – serie TV, episodio 1x08 (1966)
- NET Playhouse – serie TV, 3 episodi (1968-1970)
- Jigsaw – film TV (1972)
- Destini (Another World) – soap opera, 82 puntate (1975-1992)

## Riconoscimenti
- Daytime Emmy Awards
  - 1979: "Outstanding Actress in a Daytime Drama Series"
- Drama Desk Award
  - 1966: "Drama Desk Award" (Rooms)
- Sarah Siddons Award
  - 1971: "Sarah Siddons Award - Sarah Siddons Society, Chicago"